# 刀伊入寇
刀伊入寇（日语：／ Toi-no-nyūkō）是1019年在遼國女真族海盜入侵日本北九州的事件。「刀伊」（とい）意即東夷，是朝鲜半岛高麗國對高麗北面及東北面外族人的蔑稱。刀伊入寇是日本史上第一次正式遭外國勢力入侵。

## 經過
1019年，約3,000名遼國東海女真女真海盜襲擊高麗。同年3月27日，女真海盜分乘50隻戰船，突襲日本對馬島，國司對馬守遠晴棄島逃往太宰府。隨後，女真海盜入侵壹岐島。壹岐國司藤原理忠率147人拒戰，結果全部被殺。壹岐僧人常覺指揮當地僧人及住人據守嶋分寺頑強抵抗。經過三次戰鬥，嶋分寺被女真人佔領及燒燬，僧人全部陣亡，只有常覺一人成功逃到太宰府，向太宰權帥藤原隆家報告此事。女真海盜佔領及洗劫了壹岐島，4月7日以能古島為根據地，向筑前國怡土郡發起進攻。4月8日至12日間，入侵日本博多灣。太宰權帥藤原隆家率九州豪族和武士協力拒戰，擊退了女真的進攻。女真人向高麗東海岸退去。
根據日本史料記載，是次入侵中，共有465人被殺，人口1,289名、牛馬380匹被女真人擄走。這些被擄的人多數成為女真人的奴隸。日本武士從女真人手中俘虜3人，這些俘虜都自稱是被女真人俘虜的高麗士兵。但因為這三人在統一新羅時期曾經是海盜，日本人懷疑他們是女真海盜的同夥。7月7日，赴高麗的對馬判官代長嶺諸近歸國後，這3人方才被消除了嫌疑。
9月，高麗水軍在元山海域一帶擊敗了女真海盜，救出了被俘的270名日本人，以鄭子良為「虜人送使」，將這些人送還日本。
這件事在《小右記》、《朝野群載》中記載尤詳，在《高麗史》中也有相關記載。

## 結果
藤原隆家組織九州島武士反擊的行為，並沒有得到當時日本中央朝廷的授權。直到女真人已經退走的四月十七日，大宰府的驛使到達京都，日本朝廷才得知女真襲擊日本這一事件。而當時的日本朝廷，對於參戰有功人員，也只是在經過了激烈的爭論後，援引先例給予微薄的獎賞。

## 影響
刀伊入寇是日本史上第一次正式遭外國勢力入侵。不過也給日本九州武士的發展壯大，提供了一個契機。當時的太宰府（九州區域）官軍，戰鬥力極其低下，太宰權帥藤原隆家，積極動員北九州有實力的豪族武士前往討伐女真海盜。女真人的集團戰鬥方式，不僅讓習慣於「一騎討」的日本武士大開眼界，還在之後的對戰中，有效提升了自身的騎射能力。女真人離去後，以藤原隆家為首的大批知名武士，不僅加大了「武士團隊」的建造力度，很多人的子孫都發展為九州重要的武士集團。